# Дркушич, Ваня
Ва́ня Дрку́шич (словен. Vanja Drkušić; род. 30 октября 1999, Ново-Место) — словенский футболист, защитник петербургского «Зенита» и сборной Словении.

## Клубная карьера
Начал заниматься футболом в академии клуба «Крка», в 2014 году перешёл в «Кршко». В 2015 году на одном из турниров в Загребе Дркушича заметили скауты «Херенвена» и пригласили в свою академию, также был интерес со стороны «Марибора», загребского «Динамо» и «Аталанты». С 2016 по 2019 года выступал за молодёжные команды «Херенвена», проведя 52 матча и забив девять мячей за команду до 19 лет, а также 28 матчей и один мяч за команду до 21 года. В сезоне 2018/19 шесть раз попадал в заявку основной команды, однако так и не дебютировал за «Херенвен».
В июле 2019 года на правах свободного агента перешёл в «Ренде», выступающий в Серии С. Дебютировал за клуб 9 октября 2019 года в матче первого круга Кубка Италии Серии C против клуба «Потенца» (4:1). В Серии С Дркушич не играл и матч в кубке стал для него единственным за «Ренде». В январе 2020 года подписал контракт с «Браво». Дебютировал за клуб 23 февраля 2020 года в матче 21-го тура чемпионата Словении против «Табора» (2:1). Первый мяч забил 11 июля 2020 года в матче против «Домжале». Всего выступал за «Браво» с 2020 по 2021 года, проведя за клуб 72 матча и забив 4 мяча.
24 января 2022 года заключил контракт с «Сочи». Дебютировал за клуб 7 марта 2022 года в матче 20-го тура чемпионата России против «Ростова» (1:0), выйдя в стартовом составе. В дебютном сезоне провёл за «Сочи» 11 матчей и завоевал вместе с клубом серебряные медали чемпионата России. Первый мяч за клуб забил 26 ноября 2022 года в матче 6-го тура группового этапа Кубка России против московского ЦСКА (1:2). Первый мяч в чемпионате России забил 1 апреля 2023 года в матче 21-го тура против московского «Динамо» (2:0). Всего за «Сочи» сыграл во всех турнирах 66 матчей и забил четыре мяча.
13 августа 2024 года перешёл в петербургский «Зенит», подписав контракт на пять лет. 16 августа 2024 года был арендован «Црвеной звездой» до конца сезона 2024/25. Дебютировал за клуб 1 сентября 2024 года в матче 7-го тура чемпионата Сербии против клуба «Раднички» из Крагуеваца (1:0), проведя на поле весь первый тайм.

## Карьера в сборной
С 2015 года вызывался в юношеские сборные Словении различных возрастов. С 2015 по 2016 года выступал за сборную до 17 лет, за которую провёл 17 матчей. В 2017 года провёл три матча за команду до 18 лет, а также пять матчей и один забитый мяч за сборную до 19 лет. В 2019 году дебютировал в составе молодёжной сборной Словении в товарищеском матче против молодёжной сборной Грузии.
В марте 2023 года был впервые вызван в сборную Словении. Дебютировал за сборную 26 марта 2023 года в матче 2-го тура отборочного турнира к чемпионату Европы 2024 против сборной Сан-Марино (2:0), выйдя на 36-й минуте вместо Яка Бийола.
Принял участие в чемпионате Европы-2024.